# BPI Awards 1986
Die BPI Awards 1986 wurden am 10. Februar 1986 im Grosvenor House Hotel, London verliehen. Moderator der im britischen Fernsehen von der BBC übertragenen Veranstaltung war Noel Edmonds.
Die meisten Nominierungen mit vier erhielt die Band Dire Straits. Mit zwei Preisen wurde Phil Collins am Häufigsten ausgezeichnet.

## Liveauftritte
- Huey Lewis and the News – The Power of Love
- Kate Bush – Hounds of Love
- Phil Collins – One More Night
- Tears for Fears – Everybody Wants to Rule the World

## Nominierte und Gewinner
| British Album of the Year | British Producer of the Year                                                                                                   |
| --- | --- |
| - Phil Collins – No Jacket Required - Dire Straits – Brothers in Arms - Eurythmics – Be Yourself Tonight - Kate Bush – Hounds of Love - Tears for Fears – Songs from the Big Chair                       | - David A. Stewart - Chris Hughes - Hugh Padgham - Steve Lillywhite - Trevor Horn                                              |
| British Single of the Year | British Video of the Year |
| - Tears for Fears – Everybody Wants to Rule the World - David Bowie and Mick Jagger – Dancing in the Street - Dire Straits – Money for Nothing - Kate Bush – Running Up That Hill - Paul Hardcastle – 19 | - Paul Young – Every Time You Go Away - David Bowie and Mick Jagger – Dancing in the Street - Dire Straits – Money for Nothing |
| British Male Solo Artist | British Female Solo Artist |
| - Phil Collins - Elton John - Midge Ure - Paul Young - Sting | - Annie Lennox - Alison Moyet - Kate Bush - Sade Adu - Bonnie Tyler                                                            |
| British Group | British Breakthrough Act |
| - Dire Straits - Eurythmics - Simple Minds - Tears for Fears - U2 | - Go West |
| International Group | International Solo Artist |
| - Huey Lewis and the News - The Cars - Kool & the Gang - Talking Heads - ZZ Top | - Bruce Springsteen - Lionel Richie - Madonna - Stevie Wonder - Tina Turner                                                    |
| Classical Recording | Outstanding Contribution to Music                                                                                              |
| - Nigel Kennedy - Georg Solti - John Rutter - Julian Lloyd Webber - Trevor Pinnock | - Elton John and Wham! |